# Delta (Delta Goodrem)
Delta is het derde album van de Australische zangeres Delta Goodrem, uitgebracht op 20 oktober 2007 in Australië door Epic Records. In 2006 tijdens de Australische Kerstmis Gezangen. Goodrem verklaarde dat ze bezig was met een nieuw album. De opnamen vonden plaats in Londen, Los Angeles en New York. Met verschillende schrijvers: Vince Pizzinga, Tommy Lee James, Jorgen, Richard Marx, Stuart Crichton en Brian McFadden. De opnameperiode duurde van juni 2006 tot en met september 2007, wat een lange tijd was. In 2008 zal Goodrem het album promoten door te gaan toeren in haar thuisland.
Het album bereikte de nummer één positie in Australië en debuteerde daar ook. De eerste week verkocht ze 23.000 platen. Goodrem kreeg direct een platina plaat, omdat er 70.000 platen waren ingekocht. Zes weken daarna kreeg het opnieuw een platina plaat (140,000 platen).

## Achtergrond

### Geschiedenis
Volgens verschillende artikelen in kranten gaat het album van Goodrem veel minder zwaar klinken. Goodrem noemde het album een levendige and vrolijk album. "Ik stelde me tot doel om nogmaals een positief album te maken. Door onafhankelijk te zijn en stabiliteit in mijn leven gevonden te hebben kon ik nog meer genieten van dit nieuwe hoofdstuk." Ze begon met het schrijven van onderwerpen waar ze eigenlijk niet over wilde praten. Ze wilde op die manier niet een nieuw album maken. Een insider bij Sony BMG vertelde de media dat het album "... een meer up-tempo, inspirerende toon in haar pop muziek" zou worden. Voornamelijk omdat het vorige album "Mistaken Identity" een donker album was dat kwam doordat Goodrem op 18-jarige leeftijd aan kanker leed. Oo tijdens het maken van het album "Mistaken Identity". De eerste tracks die ze voor het nieuwe album schreef hadden dezelfde style omdat enkele dingen in het persoonlijk leven waren gebeurd. Haar ouders scheiden, ze moest haar moeder ontslaan als manager en haar relatie met Brian McFadden. Ze noemde de laatste opnamen inspirerend en regenererend: "Ik voel dat ik mijn energie terug heb." Goodrem zei dat ze van elke minuut genood tijdens het maken van het album. Ze schreef ook samen met haar vriend McFadden, maar in eerste instantie wilde ze niet met hem schrijven. Goodrem zegt over de periode met McFadden: "Hij is zo'n briljante schrijver. Ik was geïntimideerd door zijn talent, omdat wij twee totaal verschillende schrijfstijlen hebben. Volgens Goodrem schreef ze eerst met andere schrijvers, maar dat bracht niet het gewenste resultaat. Pas toen besloot ze met Mcfadden te schrijven en een van de eerste liedjes die geschreven werden was "Believe Again", de tweede single. Het album heeft een nieuw geluid; "...het is heel fris, mensen zullen accepteren dat ik ben geroeid en door ben gegaan in mijn leven", volgens Goodrem. Ook is het album beïnvloed door de periode dat ze in Londen woonde (overigens woont ze daar nog steeds); "Mijn achtergronden zijn nog steeds hetzelfde - Ik heb dezelfde moralen, dezelfde ouders - maar ik wonde in Londen en ik had funky vrienden die er goed uitzagen." Volgens een verslaggever is er een opmerkelijke afwezigheid van overdramatische ballades, maar juist sterke popgeluiden.
In augustus van 2007 presenteerde Goodrem haar nieuwe album aan enkele insiders van de muziekindustrie. Goodrem schreef een liedje genaamd "Eyes On Me" dat door het midden-oosten was beïnvloed en in eerste instantie was bedoeld voor dit album. Uiteindelijk kwam het niet op het album. Het liedje was opgenomen door Céline Dion voor het nieuwe album Taking Chances. Zelf zegt Goodrem over het feit dat ze een liedje voor Dion schreef: "Het is een droom die uitkomt, absoluut een droom die uitkwam. Celine heeft waarschijnlijk miljoenen liedjes toegestuurd gekregen voor haar album, en dat ze toen mijn liedje koos! Ik kan het gewoon niet geloven." Goodrem plaatste een video op het internet waar ze zei dat ze met verschillende schrijvers had gewerkt. Onder andere met: Brian McFadden, Stuart Crighton-Heel, Tommy Lee James en Richard Marx. Met deze schrijvers nam ze haar album op in Los Angeles en Londen. Delta maakte zelf de beslissing welke liedjes op het album kwamen.
De liedjes hebben verschillende onderwerpen. "Believe Again" gaat over het overwinnen van obstakels. Goodrem zei zelf dat de track "God Laughs" over de scheiding van haar ouders gaat. Ze wilde de track niet volledig uitleggen omdat de track zelf genoeg zegt. De tekst is ook vrij duidelijk met zinnen zoals: Mum was goin' crazy together to keep it/Dad's two lives he was keeping it a secret/When we found out we couldn’t believe it. "Brave Face" gaat over de relatie tussen Delta en Brian McFadden. Ze beschrijft de mediadruk die ze onderging in 2004/2005 in de Engelse tabloids. "In This Life" gaat over een nieuw begin, viert de volharding, volgens haar eigen biografie. En over de reis die je maakt in het leven en om het te accepteren wat het leven doet en groeien van de ervaring en concentratie van de positieve dingen in het leven.
De B-side "Take Me Home" van "In This Life" en de iTunes bonus "Breathe In, Breathe Out" haalde het album niet omdat het niet de juiste balans gaf aan het album, zegt Goodrem. Vele fans waren verbaasd dat het niet op het album stond, en Goodrem legde uit in een video chat dat ze niet de track niet iets nieuws aan het album bracht, maar ze vindt de track geweldig. Dat geldt ook voor "Breathe In, Breathe Out". Goodrem zei ook dat de deze tracks en andere track genaamd "You and You Alone" het dichtst bij het album waren.

### Singles
Australië:
- "In This Life"
- "Believe Again"

## Promotie

### Album
Goodrem heeft gezegd dat ze plannen heeft om het album te promoten in het buitenland, zelfs in gebieden waar ze nog nooit iets uitgebracht heeft, ook Zuid-Amerika. Tot kerstmis 2007 zal ze in haar thuisland promoten. Ook zei ze in een Q&A in een krant dat ze in januari enkele shows in Japan gaat doen. Het album zal ook daar uitgebracht worden. Op 9 oktober lanceerde Goodrem get album tijdens een lanceerfeest in Sydney. Ze zong enkele tracks van het album. Vele fans en bewonderaars waren aanwezig. Ze zong de tracks Believe Again, You Will Only Break My Heart, Possessionless, God Laughs en Angels In The Room. Goodrem was ook op de Australische versie van de Grammy's namelijk de ARIA. Ze trad niet op maar gaf wel een prijs uit.
Op zondag 14 oktober gaf een Australische krant de kans om 3 liedjes van het album te downloaden, gratis die na een week weer verliepen. De cover van het album is gefotografeerd door Chris Colls die ook de fotoshoot met Delta deed voor de Australische versie van Cosmopolitan. Op donderdag 18 oktober was het album exclusief te beluisteren op Ninemsn

### Tour
Het is bevestigd dat Goodrem een tour zal beginnen in Australië in 2008.

## Titel lijst

### Standaard editie
| Standard Edition          | Standard Edition               | Standard Edition                                                | Standard Edition                 | Standard Edition |
| #                         | Titel                          | Schrijver (s)                                                   | Producer(s)                      | Tijdsduur        |
| ------------------------- | ------------------------------ | --------------------------------------------------------------- | -------------------------------- | ---------------- |
| 1.                        | "Believe Again"                | Stuart Crichton, Delta Goodrem, Tommy Lee James, Brian McFadden | Stuart Crichton, Marius de Vries | 5:48             |
| 2.                        | "In This Life"                 | Crichton, Goodrem, Lee James, McFadden                          | John Shanks                      | 3:47             |
| 3.                        | "Possessionless"               | Andrew Framptom, Goodrem, Steve Kipner, Wayne Wilkins, McFadden | Kniper, Frampton, Wilkins        | 4:22             |
| 4.                        | "God Laughs"                   | Framptom, Goodrem, Kipner, Wilkins                              | Kniper, Frampton, Wilkins        | 4:09             |
| 5.                        | "You Will Only Break My Heart" | Crichton, Goodrem, Lee James, McFadden                          | Crichton, de Vries               | 3:03             |
| 6.                        | "The Guardian"                 | Carl Bjorsell, Carl Falk, Sharon Vaughn                         | Crichton                         | 3:48             |
| 7.                        | "Bare Hands"                   | Framptom, Goodrem, Kipner, Wilkins                              | Kniper, Frampton, Wilkins        | 3:44             |
| 8.                        | "Woman"                        | Steve Mac, Wayne Hector                                         | Steve Mac                        | 4:30             |
| 9.                        | "I Can't Break It to My Heart" | Goodrem, Savan Kotecha, Kristian Lundin                         | Shanks                           | 4:00             |
| 10.                       | "Brave Face"                   | Framptom, Goodrem, Kipner, Wilkins                              | Kniper, Frampton, Wilkins        | 3:45             |
| 11.                       | "One Day"                      | Crichton, Goodrem, Lee James, McFadden                          | Crichton                         | 3:38             |
| 12.                       | "Angels in the Room"           | Crichton, Goodrem, Lee James, McFadden                          | Crichton                         | 4:22             |
| Australian iTunes Edition |                                |                                                                 |                                  |                  |
| #                         | Titel                          | Schrijver(s)                                                    | Producer(s)                      | Tijdsduur        |
| 13.                       | "Right Here In My Heart"       | Paul Barry, Goodrem                                             |                                  | 4:10             |
| Japanse Editie            |                                |                                                                 |                                  |                  |
| #                         | Titel                          | Schrijver(s)                                                    | Producer(s)                      | Tijdsduur        |
| 13.                       | "Breathe in, Breathe Out"      | Crichton, Goodrem, Lee James                                    | Crichton                         | 3:34             |
| 14.                       | "Together We Are One"          | Guy Chambers, McFadden, Goodrem                                 | Chambers                         | 4:15             |

|}

### B-sides
1. "Take Me Home" (Goodrem, Crichton, James, McFadden) ("In This Life" Single B-Side)
2. "Breathe In, Breathe Out" (Crichton, Goodrem, James) ("In This Life" Digitale Single B-Side, alleen op iTunes)[15]

## De ontvangst

### Recensies
Het album is goed ontvangen bij critici. Zelfs voordat ze het album uitbracht liet ze het album aan een aantal mensen van de media horen. Veel journalisten zeiden daar na dat "...haar muziek zo indrukwekkend was dat er een opwindigheid in de zaal heerste." Andere besprekingen waren ook positief. Zo schreef the Sunday Herald dat het album niet een typisch, gelijk vergetende soap-ster-gaat-top-40-zingen album is. en gaf 3,5 van de 5 sterren. De Amerikaanse recensenten en Associated Content waren ook positief en gaven het ook 3,5 sterren van de 5.

### Release
Het album werd op 20 oktober uitgebracht in Australië. Hij debuteerde op #1 in de ARIA chart op 28 oktober 2007. Dit is Goodrems derde album op nummer één in haar thuisland. Ook debuteerden alle drie albums op nummer één. Ook kreeg het album een platinacertificatie omdat er 70 000 platen waren ingekocht door distributeurs. Toch werden er maar 23 000 platen verkocht, wat niet was verwacht. Volgens het Amerikaanse review werd het album ook in Ierland en Nieuw-Zeeland op dezelfde dag uitgebracht, maar officiële berichten van haar platenmaatschappij zijn daar niet over. Het album zal wel in andere plekken op de wereld uitgebracht worden. Het album zal waarschijnlijk in de winter van 2008 uitgebracht gaan worden in Amerika en in de rest van de wereld. Waarschijnlijk zal het album in februari uitgebracht worden in Japan.

## Hitlijsten
| Hitlijst (2007)                        | Leveranciers | Hoogste positie | Certificatie | Verkoop/verscheept |
| -------------------------------------- | ------------ | --------------- | ------------ | ------------------ |
| Australië Album Chart                  | ARIA         | 1               | 3× Platinum  | 186.000/210.000    |
| Hong Kong Album Chart (Volledig)       |              | 3               | -            | -                  |
| Hong Kong Album Chart (Internationaal) | 1            |                 | -            | -                  |
| Japanese Album Chart (Volledig)        | Oricon       | 39              | -            | 25.000             |
| Japanese Album Chart (Internationaal)  | Oricon       | 8               | -            | 25.000             |
| Nieuw-Zeeland Album Chart              | RIANZ        | 12              | Gold         | 7.500              |